# Mesiotelus tenuissimus
Mesiotelus tenuissimus är en spindelart som först beskrevs av Ludwig Carl Christian Koch 1866.  Mesiotelus tenuissimus ingår i släktet Mesiotelus och familjen månspindlar. Inga underarter finns listade i Catalogue of Life.